# Lodewijk de Boer

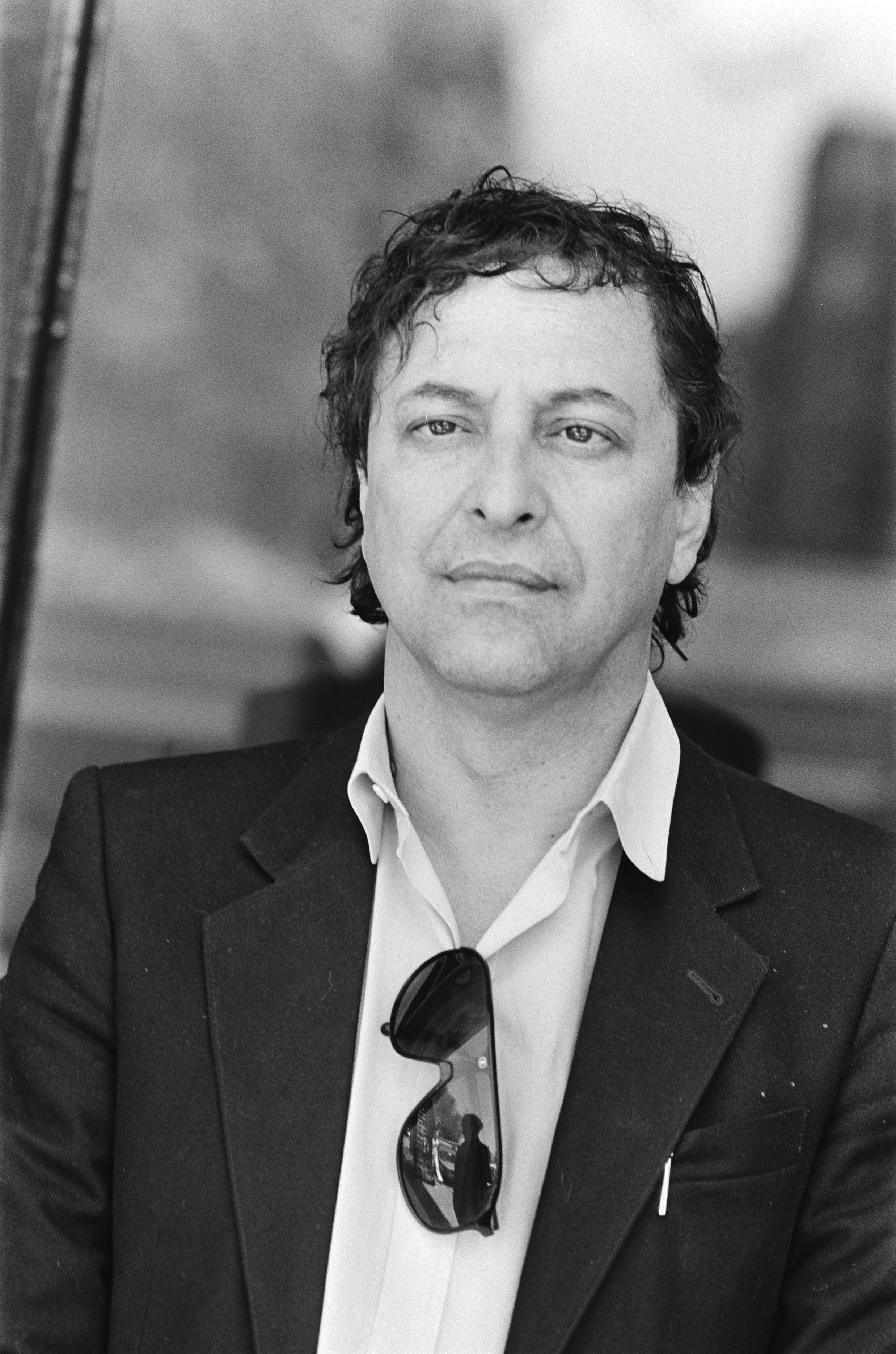
Lodewijk de Boer bij de première(1985) van zijn opera Naima, Carré Amsterdam.

Lodewijk de Boer (geboren als Lodewijk Maria Lichtveld, Amsterdam, 11 februari 1937 – aldaar, 4 juni 2004) was een Nederlands altviolist, toneelschrijver, toneelregisseur, componist, improvisatiemuzikant en acteur. Zijn moeder, Agnes Lichtveld, was een zus van de schrijver Albert Helman.

## Leven en werk
De Boer studeerde altviool aan het Conservatorium en werkte sinds 1961 als violist bij het Concertgebouworkest. Geïnspireerd door het absurdisme schreef hij de eenakter De kaalkop luistert, die in 1963 door een Amsterdamse studentenvereniging werd gespeeld. In 1966 schreef hij het libretto voor de opera Labyrint op muziek van Peter Schat, en daarna idem voor Theo Loevendies opera Naima. Gustav Leonhardt trok hem aan voor zijn Leonhardt-Consort en ook Frans Brüggen werkte met hem voor opnames van klassieke muziek. De Boer was muzikant bij de collectieve opera Reconstructie van Misha Mengelberg, Louis Andriessen, Reinbert de Leeuw, Peter Schat en Jan van Vlijmen, die in 1969 in première ging op het Holland Festival. Eind jaren zestig werkte hij vooral als regisseur: met de acteurs Cees Linnebank en Huib Broos in de hoofdrollen ontwikkelde hij het toneelstuk The Family over een losgeslagen groep krakers, dat veel succes had. The Family werd door de Boer ook uitgevoerd in West-Duitsland. In 1973 maakte hij er een bioscoopfilm van, met Martine Crefcoeur.
In de jaren 1970 werkte de Boer als freelancer voor verschillende toneelgezelschappen. In 1976 regisseerde hij de televisiefilm De watergeus op een eigen scenario en Willem Breukers muziektheaterstukken Kain en Abel (1972) en Jonah, De Neezegger (2003). De Boer schreef het libretto voor het muziektheaterstuk Orpheus op muziek van Louis Andriessen. Hij schreef de muziek eerst voor korte films als Spectator (1970?) van Frans Zwartjes en later voor speelfilms als Gebroken spiegels (1984) van Marleen Gorris en televisieproducties als De Partizanen (1995). Hij werkte als improvisator bij Amsterdam Drama en Michel Waisvisz. Zijn regie van Who's Afraid of Virginia Woolf (2002) met Edwin de Vries en Will van Kralingen ontving uitstekende recensies. Als muzikant nam hij deel aan opnames van Liesbeth List, Willem Breuker, Henny Vrienten, 'Spectral Display' en de Instant Composers Pool.
De Boer schreef voor en regisseerde Toneelgroep Studio, Het Nieuw Rotterdams Toneel, Toneelgroep De Appel, Toneelgroep Centrum, Toneelgroep Baal en Het Amsterdams Toneel.

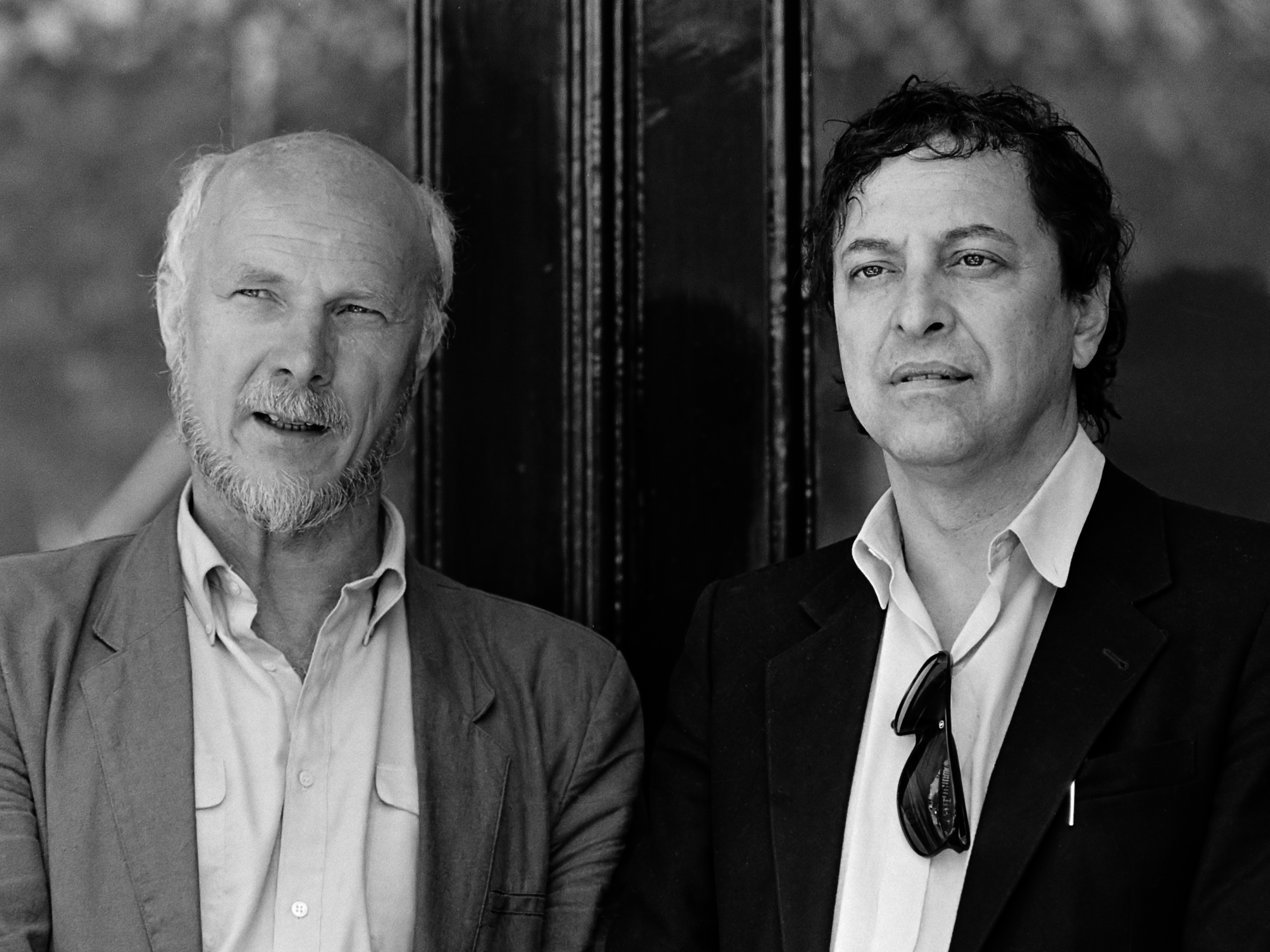
Met Theo Loevendie bij de première van de opera Naïma, 1985
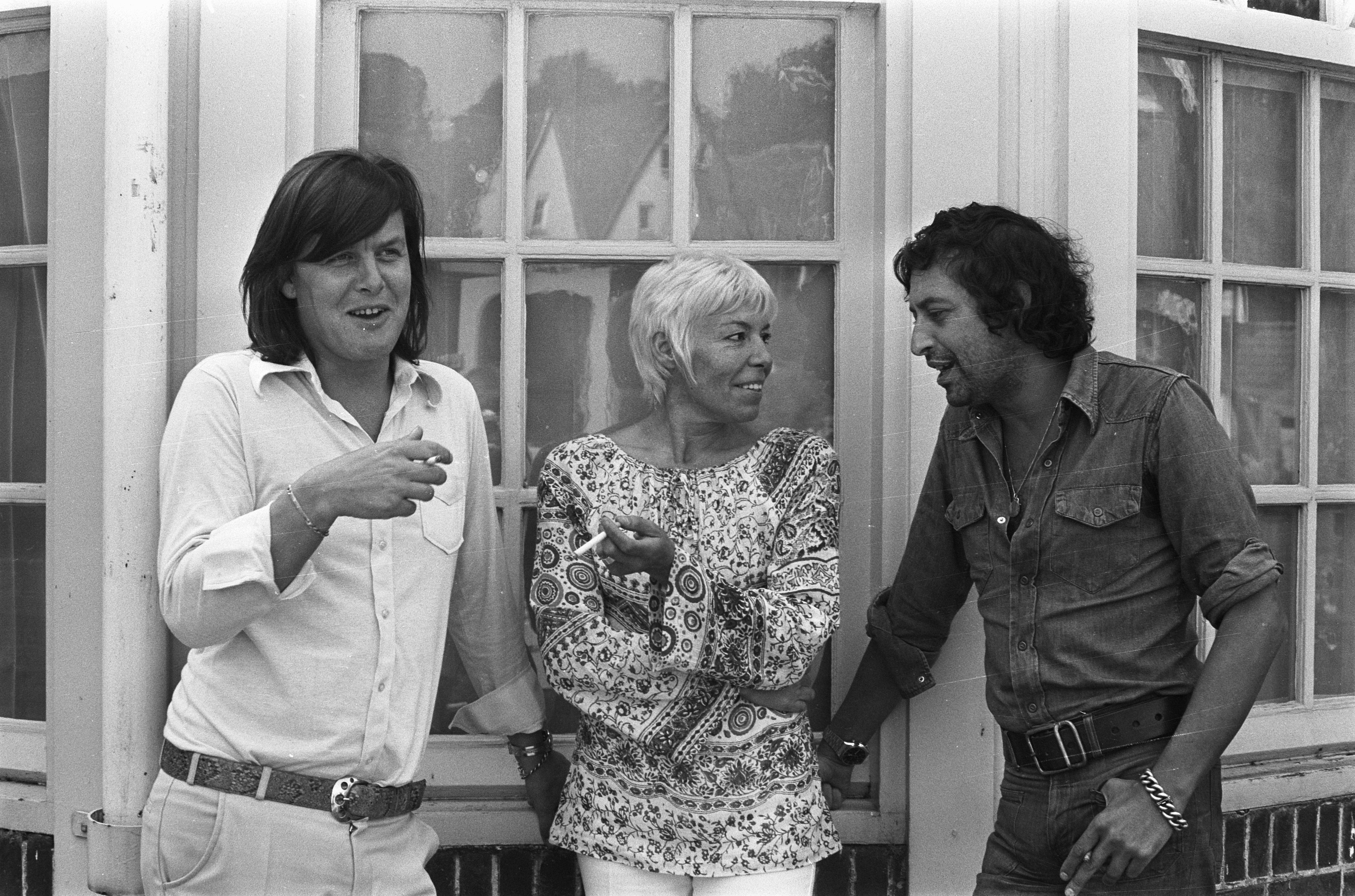
Tv-spel De receptie van de AVRO opgenomen in het Concordiatheater in Bussum. Van links naar rechts regisseur John van de Rest, de Vlaamse actrice Mart Gevers (1932-2000) en Lodewijk de Boer, 30 augustus 1974
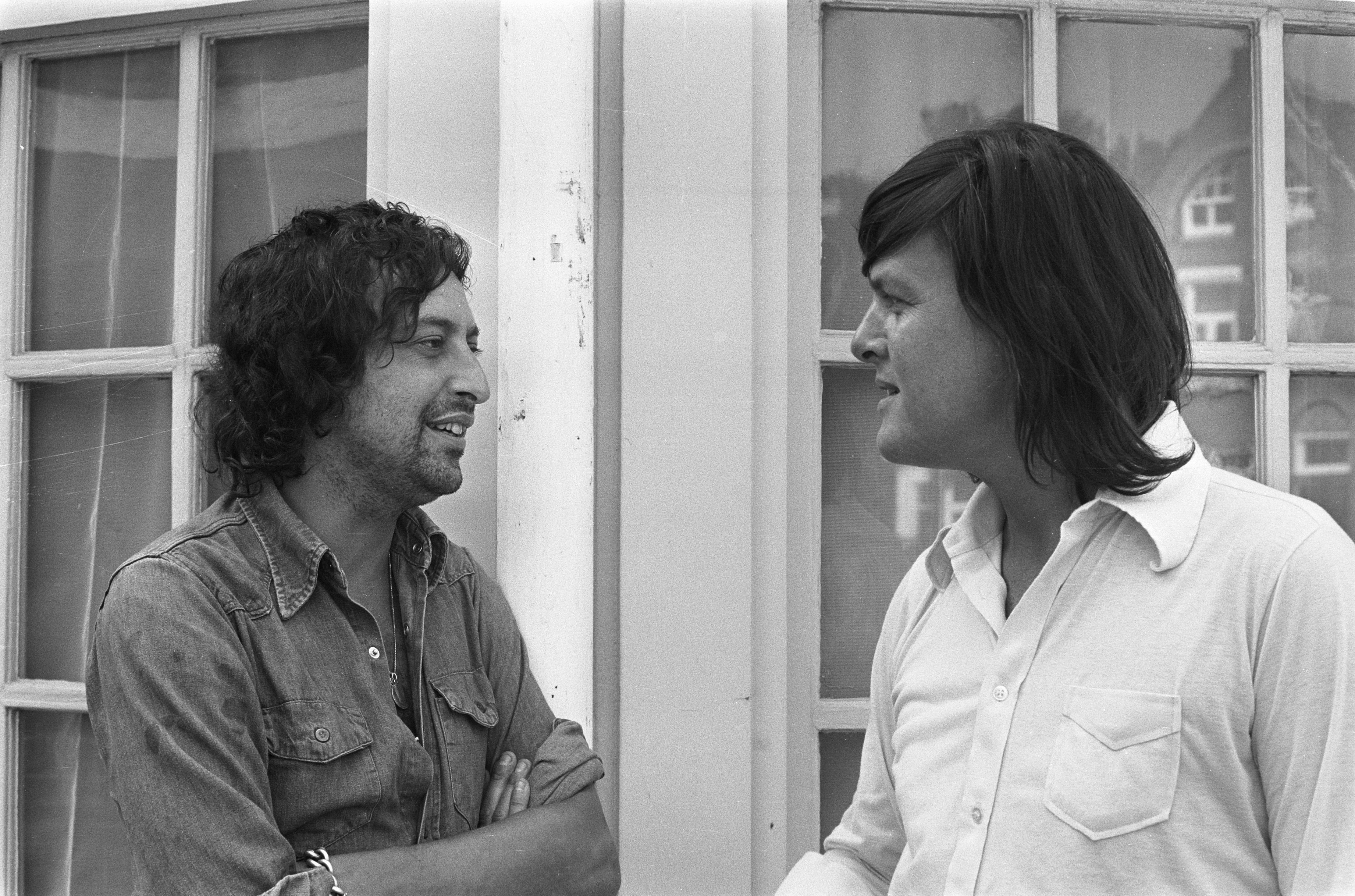
Auteur Lodewijk de Boer (links) en regisseur John van de Rest bij de opnames van de Boers tv-spel De receptie, AVRO, Bussum
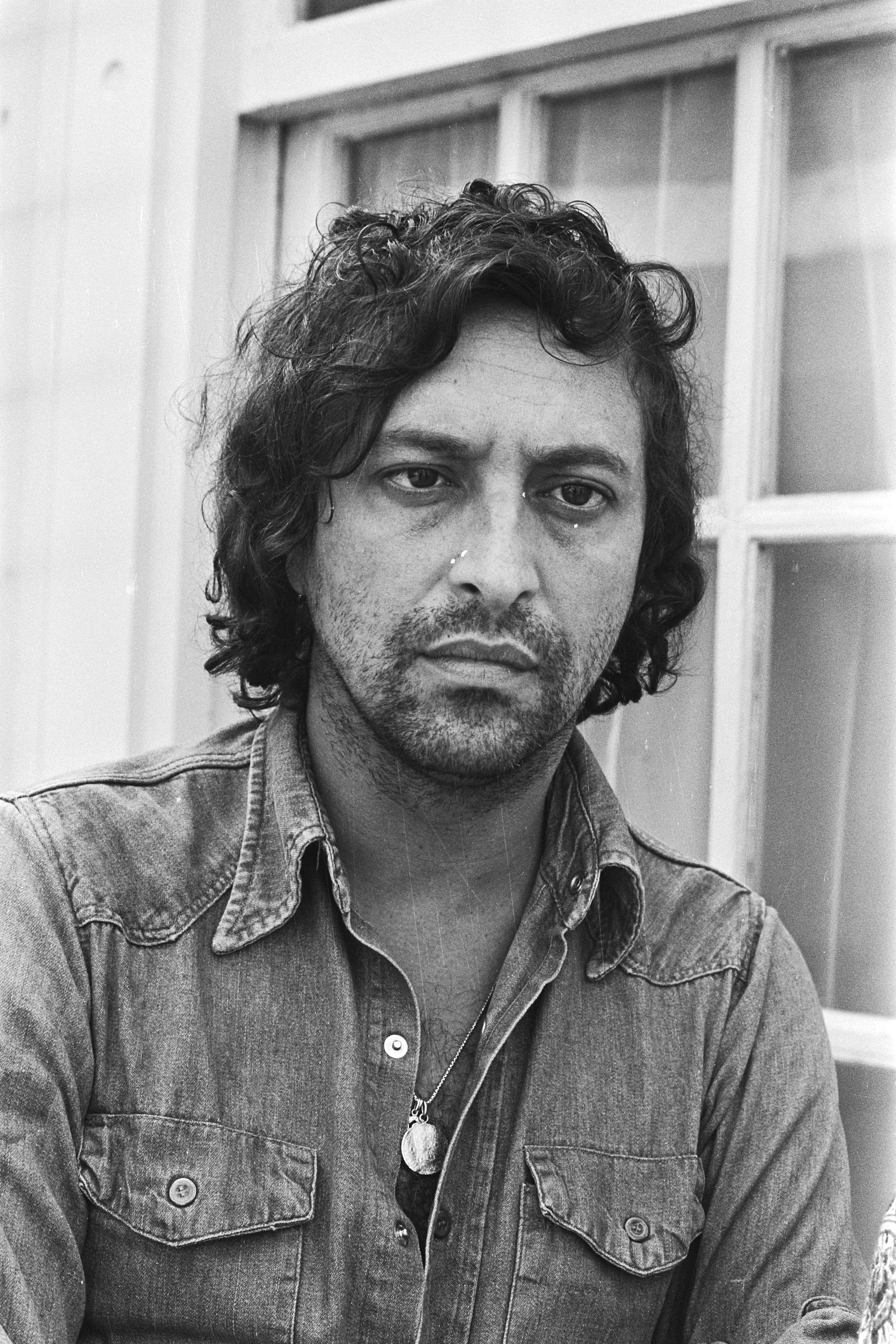
Auteur Lodewijk de Boer bij de opnames van zijn tv-spel De receptie van de AVRO, Bussum

## Werk

### Uitgegeven toneelstukken
Onder meer:
- 1964 De verhuizing, Annie Bank
- 1964 met Peter Schat: Labyrint : een soort van opera, [Hilversum : De Boer]
- 1969 De kaalkop luistert, Amsterdam Bezige Bij, Literaire reuzenpocket 295
- 1969 De kaalkop luistert, De verhuizing, Borak valt, Darts, Amsterdam, De Bezige Bij, Literaire reuzenpockets 295
- 1972 Zeven manieren om een rivier over te steken: Een scenario voor akteurs, Amsterdam, serie BB teater 1
- [1973] The family: (de familie): een theaterserie voor het hele gezin in vier afleveringen, [Amsterdam]: Amsterdams Toneel, minstens vier delen
- 1974 The family : Een theaterserie voor het hele gezin in vier afleveringen'. Foto's Jutka Rona, Amsterdam: De Bezige Bij
- circa 1975 Lijkensynode: (een 'zwarte mis'), s.l., s.n.
- 1978 De pornograaf, Stichting Toneelgroep Centrum, Amsterdam, International Theatre Bookshop
- 1981 Orpheus (libretto), Amsterdam, Toneelgroep Baal
- 1981 met Nikolaj Ėrdman en anderen: De zelfmoordenaar, Amsterdam, Toneelgroep Baal. Serie: BAAL-Publikaties, nr. 11
- 1985 met Theo Loevendie, C M Bruehl en Sonja Jokel: Naïma, Amsterdam: International Theatre Bookshop enz. Libretto
- circa 1987 Vrouw in het zand met Abe, Kōbō, Den Haag, De Appel
- 1987 Angelo en Rosanna, Arnhem: Toneelgroep Theater
- 1987 met Sam Shepard: Vuur in de sneeuw, Amsterdam, International Theatre Bookshop; Rotterdam, RO Theater. Serie: RO theater, 15
- 1988 Over de grens, Amsterdam International Theatre Bookshop
- 1993 Toneel De kaalkop luistert, De verhuizing, Borak valt, Darts, Lijkensynode, Zeven manieren om een rivier over te steken, The family, Als jij de bloemen vertrapt zal ik jou vertrappen, De pornograaf, Angelo en Rosanna, De Buddha van Ceylon, Ingeblikt, Het oordeel van Paris, Amsterdam, International Theatre and Film Books
- 1993 De buddha van Ceylon, Utrecht International theatre & film books
- 1993 Toneel / I, Toneel / II, Toneel / III (Als jij de bloemen vertrapt zal ik jou vertrappen, De pornograaf, Angelo en Rosanna), Toneel / IV, Utrecht: Paarden Kathedraal, Theatervoorziening van Midden-Nederland; Amsterdam: International Theatre & Film Books
- [1993] met Louis Andriessen en Peter Greenaway: M is muziek, monoloog & moord, Zaandam Theatergroep Hollandia. Drie monologen (tekst Lodewijk de Boer) voor de gelijknamige theaterproductie met muziek van Louis Andriessen
- 1996 met Jacques De Decker, vertaling: Le Bouddha de Ceylan, Carnières-Morlanwelz : Lansman, Serie: Théâtre contemporain flamand et néerlandais, 3
- 2000 De herinnering een Europeesche komedie, Den Haag Appeltheater
- [2001] De sprakelozen (zand), Krommenie : Nederlandse Vereniging voor Amateurtheater
- 2005 De herinnering, drie toneelstukken, Angelo en Rosanna (1987), De Buddha van Ceylon (1990) en De herinnering (1998), De Bezige Bij, Amsterdam. Met een inleiding door Kester Freriks. Een bundeling van zijn drie laatste stukken, die niet eerder in boekvorm waren gepubliceerd.
- 2014 (1972) The family / [1], Aflevering 1, Aflevering 2, Amsterdam : De Nieuwe Toneelbibliotheek, 2014. ©1972. Serie: Nieuwe Toneelbibliotheek, tekst 212, en The family / [2], Aflevering 3, Aflevering 4, idem, Serie: Nieuwe Toneelbibliotheek, tekst 213.
- 2014 The family, Amsterdam, De Nieuwe Toneelbibliotheek, Serie: Nieuwe Toneelbibliotheek, tekst 212-213.

### Verdere scenario's
Onder meer
- 1974 imdb.com Way Out (1974), Lodewijk de Boer (dialogue)
- 1974 tv-spel De receptie, AVRO
- 1979 tv-serie  De beide dames en... De Soulklinieken, VPRO 29-04-1979

### Filmmuziek
Onder meer
- 1970? Spectator van Frans Zwartjes
- 1982 De stilte rond Christine M. van Marleen Gorris
- 1994 1000 rosen = 1000 roses, scenario gebaseerd op toneelstuk van Gustav Ernst, regie Theu Boermans
- 1995 / 2008 De partizanen, tv-film van Theu Boermans, Rik Launspach en anderen
- 2000 Lijmen/Het been, regie Robbe De Hert
- 2003 Het tweede gezicht, documentaire van Krijn ter Braak en Hans Fels
- 2004 DVD Kracht, Frouke Fokkema, Theu Boermans en anderen, [Hilversum], Bridge Entertainment Group, Serie: Hollands glorie

### Partituren
- 1965 met Peter Schat: Labyrint : een opera : 1960/65, [Amsterdam], [Donemus]
- 1998 met Chiel Meijering: Gershwin in blue: een semi-scenische opera in 2 aktes, Amsterdam, Donemus

### Albums
Onder meer
- 1984 Louis Andriessen en Lodewijk De Boer: Doctor Nero, uitgevoerd door het Appeltheater 25 en 29 mei 1984, Den Haag. Attacca – babel 8418-3, Vinyl, LP
- 2019 Frans Zwartjes en Lodewijk de Boer / The Frans Zwartjes Sound System: filmmuziek bij Zwartjes korte film Masterpiece. Video.

### Toneelregie
Onder meer
- 1989 boek Kleine Alice van Edward Albee en Ernst van Altena, regie Lodewijk de Boer, 's-Gravenhage: De Appel

### Acteur
Onder meer
- 1998 bijrol in Wij Alexander, van Rimko Haanstra, televisieserie
- 1999 hoofdrol in Privé Story, van Noud Heerkens, korte film

### Overig
- 2004 met Flip Broekman en Ingmar Bergman: (boek) Herfstsonate van Ingmar Bergman, [Amsterdam] : [Hummelinck Stuurman Theaterbureau], 2004

## Over Lodewijk de Boer
- 1967 Henk Sparreboom: Code. Darts, van Lodewijk de Boer, Amsterdam, Commissie voor de Collectieve Propaganda van het Nederlandse Boek, Amsterdam
- 1970 Carlos Tindemans: Een waarheid als een glazen oog: Lodewijk de Boer als toneelauteur, onbekend
- 1974 Family, the (NE. Lodewijk de Boer, 1973), NBF-bulletin, No. 134 (jan-feb. 1974), p. 48
- 1976 Watergeus, De. Lodewijk de Boer, 1976, NBF-bulletin, No. 155 p. 15
- 1986 met Wanda Reisel: De problemen van een peep-show exploitant: [interview] met Lodewijk de Boer, TT: toneel teatraal: Nederlands enige toneelblad, Vol. 107, No. 6 (juni. 1986), p. 28-29
- 1993 Recensies : M is muziek, monoloog en moord : Lodewijk de Boer, Louis Andriessen, Theatergroep Hollandia, Scheveningen, Groningen, Gent